# Vincenzo Giattino
Vincenzo Giattino (fl. XVII secolo) è stato un poeta italiano di epoca barocca, palermitano.

## Biografia
Sono pochissime le informazioni sulla sua vita e sulle sue opere. È ricordato soprattutto per aver scritto il libretto dell'opera L'innocenza pentita: o vero la Santa Rosalia del compositore palermitano Ignazio Pollice, andata in scena le 1693 durante l'inaugurazione del Teatro Santa Cecilia di Palermo.
È stato autore di diversi oratori, tra i quali Applauso di lagrime al trionfo delle Croce del 1695.